# Robin Fensch
Robin Fensch (Amburgo, 13 febbraio 1993) è un giocatore di football americano tedesco, che gioca come offensive lineman per i Madrid Bravos.
Dopo aver giocato per le giovanili degli Hamburg Blue Devils e per le giovanili e la prima squadra dei Kiel Baltic Hurricanes si trasferisce nel 2015 agli Hamburg Huskies e nel 2017 agli Elmshorn Fighting Pirates. Dal 2021 passa in ELF, prima agli Hamburg Sea Devils, poi ai Madrid Bravos.

## Palmarès
- 1 Europeo (2014)
- 1 EFL Bowl (Kiel Baltic Hurricanes, 2014)